# Parafia św. Michała Archanioła w Wielkim Siole
Parafia św. Michała Archanioła w Wielkim Siole – rzymskokatolicka parafia znajdująca się w diecezji pińskiej, w dekanacie prużańskim, na Białorusi.

## Historia
Kościół i parafia w Wielkim Siole powstały w latach 90. XX w.